# Negreum ehikoense
Negreum ehikoense is een keversoort uit de familie van de loopkevers (Carabidae). De wetenschappelijke naam van de soort werd voor het eerst geldig gepubliceerd in 1954 door Akinobu Habu.